# Atherinella robbersi
Atherinella robbersi är en fiskart som först beskrevs av Fowler, 1950.  Atherinella robbersi ingår i släktet Atherinella och familjen Atherinopsidae. Inga underarter finns listade.